# Comuna de Mońki
Mońki (polaco: Gmina Mońki) é uma gminy (comuna) na Polónia, na voivodia de Podláquia e no condado de Mońki. A sede do condado é a cidade de Mońki.
De acordo com os censos de 2016, a comuna tem 15 077 habitantes, com uma densidade 93 hab/km².

## Área
Estende-se por uma área de 161,56 km², incluindo:
- área agricola: 79%
- área florestal: 13%

## Demografia
Dados de 30 de Junho 2004:
|                      | Total   | Total | Mulheres | Mulheres | Homens  | Homens |
| -------------------- | ------- | ----- | -------- | -------- | ------- | ------ |
|                      | pessoas | %     | pessoas  | %        | pessoas | %      |
| População            | 15 756  | 100   | 7987     | 50,7     | 7769    | 49,3   |
| Densidade (pop./km²) | 97,5    | 100   | 49,4     | 49,4     | 48,1    | 48,1   |

De acordo com dados de 2002, o rendimento médio per capita ascendia a 1107,22 zł.

## Subdivisões
- Boguszewo, Ciesze, Czekołdy, Dudki, Dudki-Kolonia, Dzieżki, Dziękonie, Hornostaje, Hornostaje-Osada, Jaski, Kiślaki, Koleśniki, Kołodzież, Konopczyn, Kosiorki, Kropiwnica, Krzeczkowo, Kuczyn, Kulesze, Lewonie, Łupichy, Magnusze, Masie, Mejły, Moniuszeczki, Oliszki, Ołdaki, Potoczyzna, Przytulanka, Pyzy, Rybaki, Sikory, Sobieski, Świerzbienie, Waśki, Wojszki, Zalesie, Zblutowo, Znoski, Zyburty, Żodzie.

## Comunas vizinhas
- Goniądz, Jaświły, Knyszyn, Krypno, Trzcianne